# Chatib

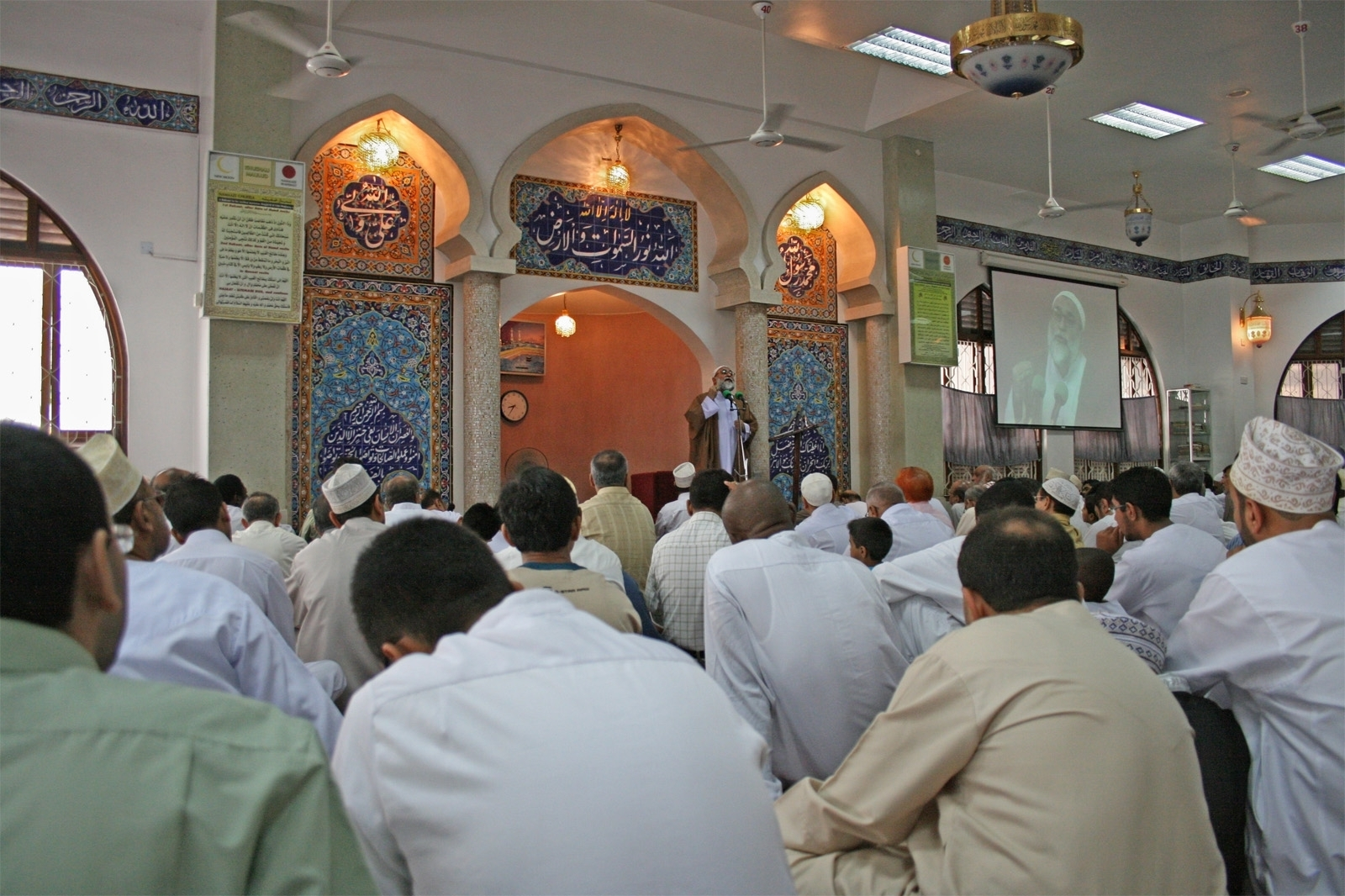
Grupa osób słuchająca chatiba

Chatib (arab. خطيب, ḫaṭīb; tur. hatip) – w islamie kaznodzieja wygłaszający chutbę w meczecie podczas wspólnej piątkowej modlitwy lub modlitw w trakcie świąt bajram. Chatibem jest najczęściej imam każdego meczetu, główny mułła. Ponieważ chutba oprócz treści religijnych odnosi się także do wydarzeń bieżących, chatib bywa nierzadko swego rodzaju felietonistą. Wzorem chatiba był Al-Dżahiz.